# Regional Preferente de Navarra 1975-76
La temporada 1975-76 de Regional Preferente de Navarra se convierte en el quinto nivel de las Ligas de fútbol de España para los clubes de Navarra y La Rioja, por debajo de la Tercera División de España, tras la creación de la Segunda División B.

## Sistema de competición
Los 20 equipos en un único grupo, que se enfrentan a doble vuelta, una vez en casa y otra en el campo del equipo rival, todos contra todos.
El primer clasificado ascendió directamente y el segundo jugó una promoción de permanencia-ascenso contra uno de los clasificados entre los puestos 13.º a 16.º de cada grupo en Tercera División. 
Los puestos de descenso directo son variables, dependiendo de los ascensos a Tercera División y los descensos desde esta categoría de equipos riojanos y navarros. Se deben compensar con los tres ascensos directos desde Primera Regional de los campeones de cada grupo. Además, hay una promoción de permanencia-ascenso entre los tres equipos clasificados justo por encima de los descendidos directamente y los segundos clasificados de cada grupo de Primera Regional.

## Clasificación[1]
| Pos. | Equipo                       | Pts. | PJ | G  | E  | P  | GF | GC | Dif. |                                |
| ---- | ---------------------------- | ---- | -- | -- | -- | -- | -- | -- | ---- | ------------------------------ |
| 1    | C. D. Calahorra (C, A)       | 57   | 38 | 24 | 9  | 5  | 69 | 27 | +42  | Ascenso a Tercera              |
| 2    | C. D. Peña Sport             | 54   | 38 | 23 | 8  | 7  | 74 | 31 | +43  | Promoción de ascenso a Tercera |
| 3    | C. D. Izarra                 | 50   | 38 | 20 | 10 | 8  | 50 | 27 | +23  |                                |
| 4    | C. D. Sangüesa               | 48   | 38 | 20 | 8  | 10 | 75 | 44 | +31  |                                |
| 5    | C. Atlético Osasuna Promesas | 47   | 38 | 21 | 5  | 12 | 74 | 45 | +29  |                                |
| 6    | C. Haro Deportivo            | 44   | 38 | 17 | 10 | 11 | 58 | 43 | +15  |                                |
| 7    | C. D. Oberena                | 41   | 38 | 15 | 11 | 12 | 55 | 54 | +1   |                                |
| 8    | U. D. C. Chantrea            | 40   | 38 | 14 | 12 | 12 | 73 | 57 | +16  |                                |
| 9    | C. D. Arnedo                 | 39   | 38 | 14 | 11 | 13 | 47 | 44 | +3   |                                |
| 10   | A. D. Cabanillas             | 38   | 38 | 12 | 14 | 12 | 40 | 43 | −3   |                                |
| 11   | C. D. Alesves                | 35   | 38 | 12 | 11 | 15 | 47 | 51 | −4   |                                |
| 12   | C. D. Muskaria de Tudela     | 34   | 38 | 13 | 8  | 17 | 43 | 63 | −20  |                                |
| 13   | C. D. Pamplona               | 33   | 38 | 10 | 13 | 15 | 35 | 50 | −15  |                                |
| 14   | C. D. Iruña                  | 32   | 38 | 12 | 8  | 18 | 46 | 58 | −12  |                                |
| 15   | C. D. Burladés               | 32   | 38 | 12 | 8  | 18 | 49 | 71 | −22  | Promoción de permanencia       |
| 16   | C. Atlético Cirbonero        | 31   | 38 | 12 | 7  | 19 | 47 | 54 | −7   | Promoción de permanencia       |
| 17   | C. D. Lagun Artea            | 30   | 38 | 10 | 10 | 18 | 42 | 73 | −31  | Promoción de permanencia       |
| 18   | C. D. Erriberri              | 29   | 38 | 10 | 9  | 19 | 53 | 68 | −15  | Descenso a Primera Regional    |
| 19   | C. D. Ilumberri              | 25   | 38 | 9  | 7  | 22 | 35 | 65 | −30  | Descenso a Primera Regional    |
| 20   | C. D. Azkoyen                | 21   | 38 | 7  | 7  | 24 | 40 | 84 | −44  | Descenso a Primera Regional    |

 Fuente: Fútbol Regional

## Promoción de ascenso[2]
| Equipo 1         | Agr. | Equipo 2   | Ida | Vuelta |
| ---------------- | ---- | ---------- | --- | ------ |
| C. D. Peña Sport | 0-2  | C. D. Lugo | 0-0 | 0-2    |

| Ida; 20 de junio de 1976 | C. D. Peña Sport | 0:0 | C. D. Lugo |  |  |

| Vuelta; 27 de junio de 1976 | C. D. Lugo | 2:0 (Global 2:0) | C. D. Peña Sport |  |  |

| Permanece en Tercera División el |
| C. D. Lugo                       |

## Promoción de permanencia[3]
| Equipo 1       | Agr. | Equipo 2          | Ida | Vuelta |
| -------------- | ---- | ----------------- | --- | ------ |
| C. D. Ence     | 3-4  | C. D. Lagun Artea | 1-0 | 2-4    |
| C. D. Cortes   | 3-1  | C. A. Cirbonero   | 2-1 | 1-0    |
| C. A. Tafallés | 0-9  | C. D. Burladés    | 0-6 | 0-3    |

| Ida; 20 de junio de 1976 | C. D. Ence | 1:0 | C. D. Lagun Artea |  |  |

| Vuelta; 27 de junio de 1976 | C. D. Lagun Artea | 4:2 (Global 4:3) | C. D. Ence |  |  |

| Ida; 20 de junio de 1976 | C. D. Cortes | 2:1 | C. A. Cirbonero |  |  |

| Vuelta; 27 de junio de 1976 | C. A. Cirbonero | 0:1 (Global 1:3) | C. D. Cortes |  |  |

| Ida; 20 de junio de 1976 | C. A. Tafallés | 0:6 | C. D. Burladés |  |  |

| Vuelta; 27 de junio de 1976 | C. D. Burladés | 3:0 (Global 9:0) | C. A. Tafallés |  |  |

| Asciende a Regional Preferente    | Desciende a Primera Regional   |
| C. D. Cortes                      | C. Atlético Cirbonero          |
|                                   |                                |
| Permanecen en Regional Preferente | Permanecen en Primera Regional |
| C. D. Lagun Artea                 | C. D. Ence                     |
| C. D. Burladés                    | C. A. Tafallés                 |